# Cyrinda Foxe
Cyrinda Foxe (nacida Kathleen Victoria Hetzekian; 22 de febrero de 1952 – 7 de septiembre de 2002) fue una actriz, modelo y publicista estadounidense. Foxe es más conocida por ser una superestrella de Warhol, apareciendo en la obra Andy Warhol's Pork (1971) y en la película Andy Warhol's Bad (1977). También fue la inspiración para la canción "The Jean Genie" del músico de glam rock David Bowie. Foxe estuvo casada con David Johansen, de la banda protopunk New York Dolls, y con Steven Tyler, de la banda de hard rock Aerosmith. Su hija es la modelo y actriz Mia Tyler.

## Primeros años
Cyrinda Foxe nació como Kathleen Victoria Hetzekian en Santa Mónica, California, en el seno de una familia armenia. Creció como hija de militar en un hogar abusivo. Siendo hija única, vivió en una base militar con sus padres en Filipinas antes de que su familia se trasladara a Altus, Oklahoma.
De adolescente se fue a Texas con un grupo de motociclistas, donde resultó herida en un tiroteo. Cuando regresó a Oklahoma, le pidió a su madre que la dejara mudarse a Nueva York y le dio dinero para el autobús.

## Carrera
Comenzó a trabajar para el marchante de arte Sam Green durante el primer mes tras su llegada a Nueva York. Se cambió el nombre por el de Cyrinda Foxe, se tiñó el pelo de rubio y tuvo un novio que le confeccionaba vestidos al estilo de los años 50.
Foxe comenzó a frecuentar Max's Kansas City, un popular club nocturno de Manhattan, y pronto pasó a formar parte del círculo del artista pop Andy Warhol. Consiguió un papel en la obra de Warhol, Andy Warhol's Pork. La producción se estrenó en mayo de 1971, con una temporada de dos semanas en el La MaMa Experimental Theatre de Nueva York, antes de trasladarse al Roundhouse de Londres para una temporada de seis semanas en agosto de 1971.
Foxe se convirtió en una de las favoritas del grupo de Warhol. En 1972, la revista Life le dedicó una página completa por su estilo vintage. En sus memorias, Arthur Kane describió a Foxe como "brillante [y] muy magnética" y con "una efervescencia propia", ya que "era un personaje creado por ella misma."
El músico inglés David Bowie y su esposa, Angela Bowie, se enamoraron de Foxie cuando llegaron a Nueva York para comenzar su primera gira por Estados Unidos. Mientras trabajaba con Tony Defries como publicista para MainMan, Foxe apareció en el videoclip del sencillo de Bowie de 1972, "The Jean Genie". Bowie quería que el vídeo representara a "Ziggy como una especie de vagabundo de Hollywood" con una "compañera al estilo Marilyn". Esto llevó al casting de Foxe, que voló desde Nueva York a San Francisco especialmente para el rodaje. Bowie dijo de la canción: "La escribí para entretenerla en su apartamento. Chica sexy." Foxe cuenta en sus memorias que Bowie le dijo: "Quiero escribirte una canción. ¿Qué quieres?", a lo que Foxe respondió: "Algo como los Yardbirds".
En 1975, Foxe entrevistó al músico Rick Derringer y a su esposa, Liz Derringer, para la revista Interview de Warhol.
Fox apareció en la película producida por Warhol Andy Warhol's Bad (1977), dirigida por Jed Johnson.
En 1997 se publicó la autobiografía de Foxe, Dream On: Livin' on the Edge with Steven Tyler and Aerosmith, coescrita con Danny Fields. Poco después del lanzamiento del libro, Foxe anunció que la edición en rústica de Dream On incluiría fotos desnudas de su exmarido Steven Tyler, pero Tyler ganó una demanda en 1999, impidiendo que Foxe publicara las fotos. En 2000, lanzó un sitio web en el que vendía fotos desnudas de Tyler, pero el sitio cerró a finales de año.

## Vida personal
Foxe tuvo una aventura con el músico David Bowie a principios de la década de 1970. En años posteriores, Foxe siguió mostrando su afecto por Bowie, refiriéndose a él como un "gran amante" y afirmando que "realmente apreciaba el tiempo" que pasó con él.
Foxe mantuvo una relación con el guitarrista James Williamson, de The Stooges, mientras vivía en Hollywood.
Foxe conoció a David Johansen, cantante principal de los New York Dolls, en la trastienda del Max's Kansas City de Nueva York. Comenzaron a salir y se casaron en 1977.
Después de menos de un año de matrimonio con Johansen, comenzó a salir con el líder de Aerosmith, Steven Tyler. En 1978, Foxe y Tyler se casaron y tuvieron una hija, Mia. La pareja se divorció en 1987.
Cuando Foxe enfermó en sus últimos años, Tyler accedió a pagarle una habitación en el Gramercy Park Hotel, donde se casó con el músico Keith Waa el 28 de agosto de 2002.

## Enfermedad y muerte
En 2001, Foxe sufrió un leve derrame cerebral. Recibía Medicaid y cupones de alimentos, pero no tenía apartamento ni lugar donde vivir. Myra Freidman organizó un evento benéfico en el CBGB para recaudar fondos para Foxe. Su exesposo, Steven Tyler, que también pagó sus facturas del hospital, donó una guitarra firmada por Aerosmith para el evento, que se vendió por 5000 dólares. Su antiguo amante, David Bowie, también donó una guitarra acústica.
Foxe murió a los 50 años de edad a causa de un tumor cerebral inoperable el 7 de septiembre de 2002.